# Silene nicaeensis
Silene nicaeensis là loài thực vật có hoa thuộc họ Cẩm chướng. Loài này được All. miêu tả khoa học đầu tiên năm 1773.